# Печерський тролейбус

## Історія
29 червня 1965 року в Києві ввели нову пасажирську тролейбусну лінію № 3, який був «відрізаний» від міста й під'єднаний лише службовими лініями. Починався на Бессарабці й, проїжджаючи бульвар Лесі Українки, закінчувався на шляхопроводі Печерського мосту. 29 березня 1966 року був відкритий другий маршрут на Печерську — №14. Він був подовженим варіантом маршруту №3, що, оминаючи розворот на Печерському мосту, проходив по вул. Бастіонній до Ботанічного саду НАН УРСР. 1 листопада була здана до експлуатації нова гілка «Печерський міст — Дослідний завод» (вул. Кіквідзе, Залізничне шосе). По цій трасі пущено новий маршрут — №15 («Бессарабська площа — Дослідний завод»). На початку 1980-го року було вирішено закрити непотрібний маршрут №3 на користь №14 та №15, що повністю покривали його. А з 24 жовтня 1996 р. печерська пасажирська тролейбусна система була об'єднана із загальноміською, а маршрути були подовжені до пл. Українських Героїв і Залізничного вокзалу, відповідно до хронологічної послідовності. Станом на липень 2019 року на цій ділянці курсують видозмінені маршрути №14 (Залізничний вокзал — Ботанічний сад НАН України) і №15 ( «Палац спорту» —  «Видубичі»), а також тролейбусний маршрут №38 (Музей історії України у ІІ світовій війні —  «Видубичі»).